# Alaena brainei
Alaena brainei е вид насекомо от семейство Синевки (Lycaenidae). Видът е незастрашен от изчезване.

## Разпространение
Разпространен е в Намибия.

## Описание
Популацията на вида е стабилна.